# 출동! 슈퍼윙스의 등장인물 목록
다음은 출동! 슈퍼윙스의 등장인물 목록이다.

## 1기 등장 캐릭터

### 호기
- 성우: 문남숙
- 색깔:      빨강

### 아리
- 성우 장은숙
- 색깔:      분홍

### 도니
- 성우: 홍소영
- 색깔:      노랑
- 공구를 잘 다루는 공돌이인 노란색 비행기. 착지할 때 열에 아홉은 우당탕 넘어지다 착지 포즈를 잡는다. 슈퍼윙스 개근 캐릭터 3.

### 재롬
- 성우: 전태열
- 색깔:      파랑
- 묘기를 잘 부리는 묘기 비행기. 모티브는 F/A-18이며, 도색은 미국 해군 곡예비행팀 블루 엔젤스에서 따왔다.. 3기 이후론 단역 신세로 전락.

### 봉반장
- 성우: 정영웅
- 색깔:          하양/남색
- 경찰비행기. 에피소드 내에서 교통정리, 수사 등을 맡는다. 슈퍼윙스 개근 캐릭터 4.

### 주주
- 성우: 임채헌
- 색깔:          갈색/하양
- 동물과 대화가 가능한 얼룩말 무늬의 쌍발 프로펠러 비행기. 모티브는 세스나 150. 재롬과 같은 신세.

### 미나
- 성우: 정미라 → 정혜옥
- 색깔:      초록
- 잠수가 가능한 초록색 비행기. 슈퍼윙스 개근 캐릭터 5.

### 다알지 할아버지
- 성우: 임채헌
- 색깔:      주황
- 은퇴한 탐험가 출신 단발 프로펠러 비행기. 재롬, 주주와 같은 신세.

### 코보아저씨
- 성우: 엄상현
- 관제사. 관제탑에서 택배 미션을  호기에게 지시한다. 시즌 2에서는 조카인 하늘이에게 자리를 넘긴다. 시즌 3에는 사령관이라는 명칭으로 대형 비행선을 총괄한다.

### 꽁지
- 성우: 김수영 → 김은아
- 기차같은 트레일러. '산토리니 특급열차'편에서 도니와 함께 출동해 기차가 되었다.

### 빅윙
- 성우: 정영웅
- 대형 여객기. 모티브: 보잉 747로 추정된다. 재롬, 주주, 다알지 할아버지와 같은 신세.

## 2기 등장 캐릭터

### 에이스
- 성우: 남도형
- 만능변신 스파이 비행기. 3기 이후엔 미출연.

### 두두
- 성우: 남도형
- 천진난만한 땅굴파기의 달인. 에이스와 같은 신세.

### 샛별
- 성우: 이소영
- 날씨 돌림판, 롤러코스터 트랙 등을 가지고 있는 발랄한 우주비행기. 슈퍼윙스 개근 캐릭터 6.

### 파파트럭
- 성우: 이재범
- 사랑이 넘치는 아빠 트럭. 슈퍼윙스 친구들은 파파트럭 아저씨라고 부른다. 에이스, 두두, 피구, 빅윙과 같은 신세.

### 피구
- 성우: 전해리
- 호기 짝퉁인 스포츠맨. 에이스, 두두와 같은 신세.

### 하늘
- 성우: 김은아
- 새로운 관제사. 호버보드를 타고 터치패드를 이용해 업무를 처리한다. 3기는 코보 사령관 아래의 조수로 활약.

## 3기 등장 캐릭터

### 포키
- 성우: 남도형
- 굴착기. 도니의 만들기팀 멤버다. 4기 이후엔 종종 출연한다.

### 레미
- 성우: 김은아
- 믹서트럭. 도니의 만들기팀 멤버다. 포키와 같은 신세.

### 조이
- 성우: 전해리
- 구급차. 아리의 구조팀 멤버다. 포키, 레미와 같은 신세.

### 로키
- 성우: 전태열
- 소방차. 아리의 구조팀 멤버다.포키, 레미, 조이와 같은 신세.

### 김순경
- 성우: 정혜옥
- 경찰차. 봉반장의 경찰팀 멤버다. 포키, 레미, 조이, 로키와 같은 신세. 모티브는 닷지 챌린저.

### 배형사
- 성우: 엄상현
- 경찰비행기. 봉반장의 경찰팀 멤버다. 포키, 레미, 조이, 로키, 김순경과 같은 신세. 모티브는 V-22.

### 한별
- 성우: 남도형
- 샛별의 남동생이다. 포키, 레미, 조이, 로키, 김순경, 배형사와 같은 신세.

### 로버
- 성우: 이민규
- 우주본부이다. 포키, 레미, 조이, 로키, 김순경, 배형사, 한별이와 같은 신세.

### 누피
- 성우: 엄상현
- 에어보트이다. 포키, 레미, 조이, 로키, 김순경, 배형사, 한별이, 로버와 같은 신세.

### 해리
- 잠수함이다. 포키, 레미, 조이, 로키, 김순경, 배형사, 한별이, 로버, 누피와 같은 신세.

## 4기 등장 캐릭터

### 우주
- 성우: 김채하
- 슈퍼윙스 본부의 새로운 팀원이다.

### 버키
- 성우: 남도형

### 보라
- 성우: 전해리

## 5기 등장 캐릭터

### 레오
- 성우:남도형

### 골든보이
- 성우:전태열

5기 부터 등장하는 악당.

### 써니
- 성우: ???

### 슈퍼펫 5인방
호기펫
도니펫
아리펫
봉반장펫
샛별펫

## 6기 등장 캐릭터

### 라임
- 성우: ???

### 토니
- 성우: ???

### 티노
- 성우: ???

## 7기 등장 캐릭터

### 알리
- 성우: ???

### 샤인
- 성우: ???

## 8기 등장 캐릭터

### 마티
- 성우: ???

### 타키&티키
- 성우: ???

### 트레버
- 성우: ???

### 샐리
- 성우: ???

### 루시
- 성우: ???

### 골든걸
- 성우: ???

골든보이의 사촌

## 전세계 아이들 및 인물들

### 아시아편

#### 혜미
- 성우: 김민정
- '모여라! 우리가족' 편에서 택배를 배달받은 여자 아이. 시간표를 배달받았다.

#### 태훈
- 성우: 정혜옥
- '출동! 제주 로봇'편에서 택배를 배달받은 남자 아이. 만들기 부품을 배달받았다.

#### 유나
- 성우: 김민정
- '바이러스를 잡아라' 편에서 택배를 배달받은 여자 아이. 장난감 기차를 배달받았다.

#### 유키
- 성우: 방연지